# 赵五家湾乡
赵五家湾乡是中国陕西省榆林市府谷县下辖的一个乡。

## 行政区划
赵五家湾乡下辖以下行政区：
赵五家湾村、粉房沟村、柏草峁村、石峡梁村、许家梁村、四道峁村、张家梁村、姬家峁村、圪针塔村